# Рей Браун
Рей Бра́ун (повне ім'я англ. Raymond Matthews Brown; 13 жовтня 1926, Пітсбург, Пенсільванія — 2 липня 2002) — американський джазовий музикант (контрабас, віолончель), керівник ансамблю, бендлідер.

## Музична біографія

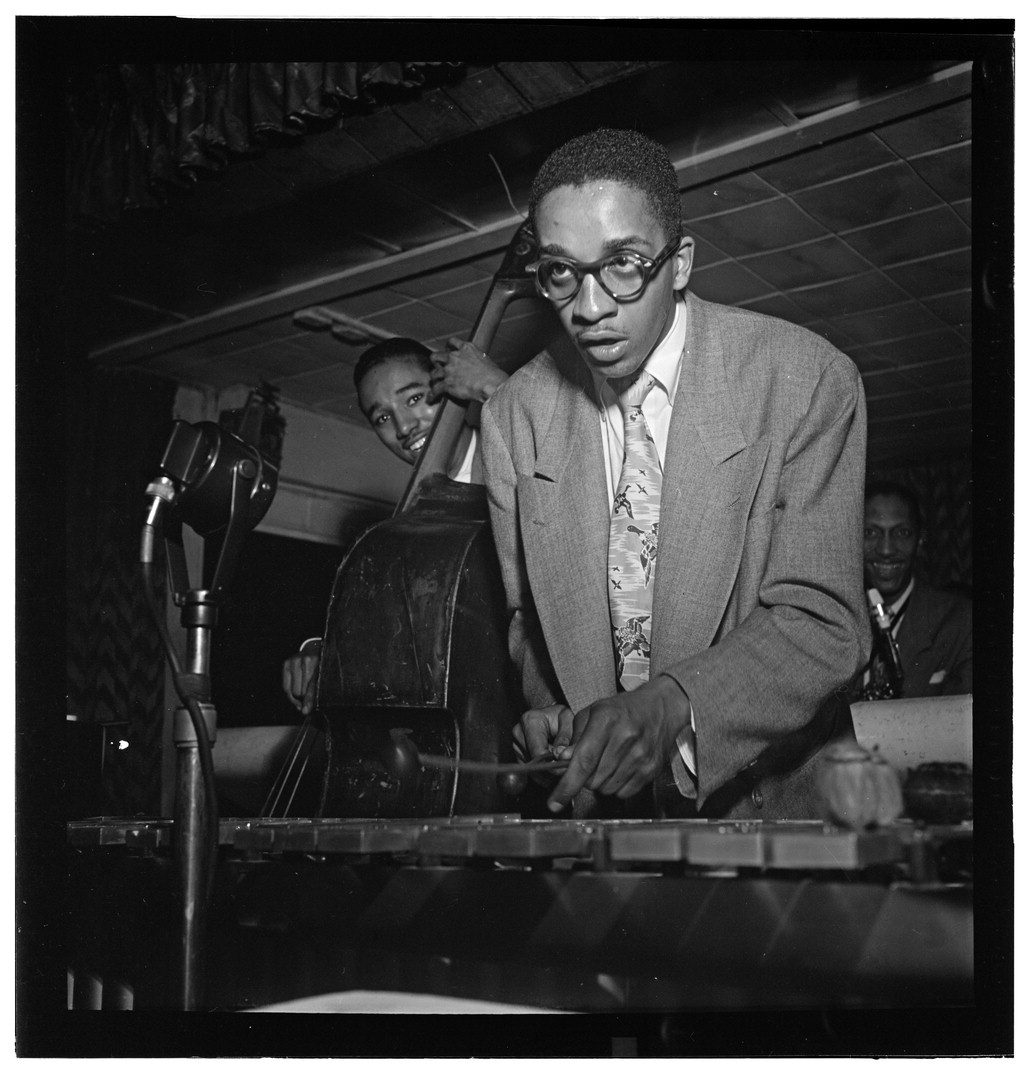
Рей Браун (праворуч) та Мілт Джексон.

У шкільний період вчився грі на фортепіано і контрабасі. У 1944 отримав перший ангажемент в оркестр Джіммі Гінслі, потім перейшов до «Снукаму» Расселлу (1945). В кінці 1945 прибув до Нью-Йорка, де став членом комбо Діззі Гіллеспі, працював з ним в Голлівуді. Надалі грав в його боп-біг-бенді (1946–1947). У 1948 створив тріо, з яким акомпанував Еллі Фіцджеральд під час її гастролей і на концертах Jazz at the Philharmonic (JATP). В той час він був музикальним керівником і чоловіком Елли Фіцджеральд. У 1951—66 виступав у складі тріо Оскара Пітерсона. Багато гастролював з ним (зокрема, в Японії в 1964). Займався педагогічною діяльністю (з 1959 — викладач Школи джазу в Нью-Йорку). Написав музику до французького кінофільму Le Tricheurs. Працював в Голлівуді (1966). Проявив себе як композитор і музичний видавець. Видав підручник для виконавців на контрабасі. У жовтні 1989 відвідав СРСР з олл-стар-бендом під орудою Джина Гарріса.
Записи: іменні (з 1950), зокрема в тріо і біг-бенді, крім того з Луї Армстронгом і Еллою Фіцджералд, «Бадді» Де Франко, «Діззі» Гиллеспі, Лайонелом Гемптоном, Мілтом Джексоном (у першому складі його квартету), «Додо» Мармарозой, Чарлі Паркером, Оскаром Пітерсоном, «Бадом» Павеллом, «Сонні» Роллінсом, «Сонні» Стітом, Беном Вебстером, з різними ансамблями JATP, Стеном Гетцем/Джеррі Малліганом, Коулменом Гокінсом, Мейнардом Фергюсоном, Роєм Елдріджем, «Барні» Кесселом, Шеллі Менном.
Міжнародну популярність Рей Браун придбав перш за все як учасник тріо Оскара Пітерсона. Видатний представник мейнстрім-джаза. Вніс вагомий внесок до розвитку свінгу, бібопа, кул-джазу. Залишився вірний класиці модерну-джазу до останнього часу (є видним сервайвл-музикантом). Один з найбільших представників школи Джіммі Блентона (разом з Оскаром Петтіфордом і Чарлі Мінгусом), продовжив початі ним спроби перетворити контрабас в повноправний виконувач соло інструмент. Ще в період роботи з Гиллеспі здійснив спільно з ним запис великої концертної програми для контрабаса і біг-бенда (LP One Bass Hit, Verve, кінець 1940-х років). Показав необмежені можливості контрабаса як лідируючого мелодійного інструменту і в записах з своїм біг-бендом (включаючи соло без супроводу). Використовував як піцикатну, так і смичкову техніку гри на контрабасі, у ряді випадків застосовував і віолончель (як змінний інструмент). Граючи в рітм-групі ансамблю або оркестру, часто виходить за рамки бекграунда, створюючи контрапунктичний голос, доповнюючий партії мелодійних інструментів. Разом з Джоном Люісом (фортепіано), Мілтом Джексоном (вібрафон) і Кенні Кларком (ударні) брав участь в створенні одного з найкращих комбо кул-джазу — Modern Jazz Quartet (спочатку — квартет М. Джексона, що виділився зі складу біг-бенда Гиллеспі). У анкетах джазових журналів протягом багатьох років займав провідні місця серед басистів.

## Дискографія

### Рей Браун як лідер
- 1946 — New Sounds in Modern Music — (Savoy Records)
- 1956 — Bass Hit! — (Norgran Record)
- 1958 — This is Ray Brown — (Polygram)
- 1960 — Jazz Cello — (Verve Records)
- 1962 — Ray Brown with the All Star Band — (Verve Records)
- 1962 — Featuring Cannonball Adderley — (Verve Records)
- 1962 — Much in Common — with Milt Jackson — (Polygram)
- 1965 — Ray Brown with Milt Jackson — (Verve Records)
- 1972 — This One's for Blanton (Duke Ellington, Ray Brown) — (Original Jazz)
- 1974 — The Giants (Oscar Peterson, Ray Brown, Joe Pass)- (Original Jazz Classics)
- 1975 — Hot Tracks (Herb Ellis and the Ray Brown Sextet)- (Concord Jazz)
- 1975 — Brown's Bag — (Concord Jazz)
- 1975 — Overseas Special — (Concord Jazz)
- 1975 — The Big 3 — (Pablo Records)
- 1977 — As Good as it Gets — (Concord Jazz)
- 1977 — Something for Lester — (Japanese)
- 1979 — Tasty! — (Concord Jazz)
- 1979 — Live at the Concord Jazz Festival — (Concord Jazz)
- 1981 — Echoes from West — (Atlas)
- 1982 — Ray Brown, vol 3 — (Japanese)
- 1982 — Milt Jackson — Ray Brown Jam — (Pablo Records)
- 1984 — Soular Energy — (Groove Note/Concord Jazz)
- 1984 — One O'Clock Jump — (Verve Records)
- 1985 — Bye Bye Blackbird — (Paddle Wheel)
- 1985 — Don't Forget the Blues — (Concord Jazz)
- 1985 — The Red Hot Ray Brown Trio — (Concord Jazz)
- 1988 — Two Bass Hits — (Capri)
- 1988 — Bam Bam Bam — (Concord Jazz)
- 1989 — Georgia on My Mind — (LOB)
- 1990 — Moore Makes 4 — (Concord Jazz)
- 1990 — Summer Wind: Live at the Loa — (Concord Jazz)
- 1991 — 3 Dimensional: The Ray Brown Trio — (Concord Jazz)
- 1993 — Bassface — (Telarc)
- 1994 — Black Orpheus — (Evidence)
- 1994 — Don't Get Sassy — (Telarc)
- 1994 — Some of My Best Friends Are … The Piano Players — (Telarc)
- 1995 — Seven Steps to Heaven — (Telarc)
- 1996 — Some of My Best Friends Are … The Sax Players — (Telarc)
- 1996 — Live at Scullers — (Telarc)
- 1997 — SuperBass — (Telarc)
- 1998 — Some of My Best Friends Are … Singers — (Telarc)
- 1998 — Summertime (Ray Brown Trio, Ulf Wakenius)- (Telarc)
- 1998 — Moonlight in Vermont — (Prevue)
- 1999 — Christmas Songs with The Ray Brown Trio — (Telarc)
- 2000 — Some of My Best Friends Are … The Trumpet Players — (Telarc)
- 2000 — Blues for Jazzo — (Prevue)
- 2001 — Live at Starbucks — (Telarc)
- 2001 — SuperBass 2 — (Telarc)
- 2002 — In the Pocket (Herb Ellis/Ray Brown Sextet)- (Concord Jazz)
- 2002 — Some of My Best Friends Are … Guitarists — (Telarc)
- 2006 — Bassics-the Best of the Ray Brown Trio 1997—2000 — (Concord Jazz)

### Сумісні— Рей Браун як співлідер
- 1977 — Quadrant (Milt Jackson, Ray Brown, Mickey Roker, Joe Pass)- (Original Jazz Classics)
- 1977 — Rockin' In Rhythm (Hank Jones, Ray Brown, Jimmie Smith)- (Concord Jazz)
- 1990 — Uptown: Songs of Harold Arlen, Duke Ellington & Others (André Previn, Mundell Lowe, Ray Brown)- (Telarc)
- 1991 — Old Friends (André Previn)- (Telarc)
- 1995 — The More I See You (Oscar Peterson, Clark Terry, Benny Carter, Ray Brown)- (Telarc)
- 1996 — Introducing Kristin Korb with the Ray Brown Trio — (Telarc)
- 1998 — Triple Play — (Telarc)
- 2000 — The Duo Sessions (As Good as It Gets & Tasty) — (Concord Jazz)
- 2002 — Triple Scoop — (Concord Jazz)
- 2002 — Ray Brown, Monty Alexander, Russell Malone — (Telarc)
- 2003 — Straight Ahead (Monty Alexander, Ray Brown, Herb Ellis)- (Concord Jazz)

### Рей Браун у супроводі
- 1952 — Lady Day (Billie Holiday)
- 1952 — Cosmopolite (Benny Carter, Oscar Peterson)
- 1953 — King of Tenors (Ben Webster)
- 1953 — Bounce Blues (Ben Webster)
- 1953 — Diz and Getz (Dizzy Gillespie, Stan Getz)
- 1954 — Music For Loving: Ben Webster with Strings (Ben Webster)
- 1956 — Ella and Louis (Ella Fitzgerald, Louis Armstrong)
- 1957 — The Poll Winners (Barney Kessel, Shelly Manne)
- 1961 — Oscar, Ray, and Milt: The Very Tall Band (Oscar Peterson Trio) — (Telarc)
- 1962 — Night Train (Oscar Peterson Trio)- (Polygram)
- 1963 — These Are the Blues (Ella Fitzgerald) (Verve)
- 1977 — Montreux '77 (Oscar Peterson)- (Original Jazz Classics)
- 1977 — Soaring (Barney Kessel, Jake Hanna)
- 1986 — King of America (Elvis Costello)- (Columbia)
- 1989 — After Hours: Jazz Standards — (Telarc)
- 1990 — Live at the Blue Note (Oscar Peterson)- (Telarc)
- 1990 — Last Call at the Blue Note (Oscar Peterson)- (Telarc)
- 1990 — Saturday Night at the Blue Note (Oscar Peterson)- (Telarc)
- 1990 — Encore at the Blue Note (Oscar Peterson)- (Telarc)
- 1994 — Santa's Bag: An All-Star Jazz Christmas — (Telarc)
- 1995 — Frank Morgan: Love, Lost & Found — (Telarc)
- 1998 — Oscar and Benny (Oscar Peterson, Benny Green)- (Telarc)
- 2003 — Walk On — (Telarc)
- 19?? — Jazz Showcase — (Telarc)
- 19?? — Jazz: Live from New York — (Telarc)
- 19?? — The Legendary Oscar Peterson Trio Live at the Blue Note — (Telarc)
- 19?? — Jackson, Johnson, Brown & Company — (Original Jazz Classics)